# Hirasa theuropides
Hirasa theuropides är en fjärilsart som beskrevs av Charles Oberthür 1891. Hirasa theuropides ingår i släktet Hirasa och familjen mätare. Inga underarter finns listade i Catalogue of Life.